# Dr. Feelx
Dr. Feelx, pseudonimo di Felix Rotimi Mike Imevbore (Lagos, 21 novembre 1960 – 8 gennaio 2017), è stato un conduttore radiofonico, produttore discografico, personaggio televisivo, disc jockey e vocalist nigeriano, noto anche come D.F.X., Dr. Felix, Zulu Child o Felix Imevbore.

## Biografia
Nasce in Nigeria, a Lagos. Figlio di un ex diplomatico della FAO, dopo aver frequentato la John Cabot University a Roma, consegue la laurea in economia e commercio.
Lavora in seguito come stuntman in tre film, poi opta invece per la carriera di deejay.
Si fa notare nei primi anni ottanta esibendosi come rapper all'Histeria di Roma in consolle insieme ai dj Marco Trani e Corrado Rizza e spesso si ritrova a duettare con Lorenzo Cherubini in arte Jovanotti, anche lui dj alle prime armi.
Esordisce discograficamente nel 1987 con lo pseudonimo di Dr. Felix & MM Band. Il suo primo pezzo consiste nel remake della canzone Billie Jean del suo idolo e mito Michael Jackson, in una versione rap. Questo remix apre la strada ad altri singoli, tra i quali Self Control Rap, Party Time, Coming Back e Relax Your Body.
Nel 1989, pubblica sempre con lo pseudonimo di Dr. Felix il suo primo album dal titolo Different Style, composto da 8 canzoni, una delle quali è il celebre brano What a Wonderful World di Louis Armstrong riproposta in una versione reggae.
In seguito, Feelx sceglie i deejay italiani Franco Moiraghi e Stefano Secchi per i remix di Peace in Africa e Ghetto House. Nel 1991 pubblica il secondo album Vogue with the Cat, questa volta con il nome di D.F.X.
Sempre nel 1991 collabora con il tastierista Claudio Simonetti nel progetto Simonetti Horror Project in cui appare come rapper nella versione dance del brano Profondo Rosso.
Successivamente e per quattro anni e mezzo, Dr. Feelx è stato vocalist ufficiale di un noto club a Riccione.
Durante gli anni 90 lavora come conduttore a Radio Dimensione Suono e diventa produttore di molti artisti dance tra cui: Gem, Mc Geesus e Lady Gee.
Nel 2008 collabora con Cristian Marchi alla realizzazione di Love Sex American Express. Sempre nello stesso anno produce assieme a Dr.Shiver e a Big Rapo il singolo "bla bla bla" lanciato successivamente a radio 105.
Insieme a Sam-Project realizza una cover di Love Shine nel 2009. Sempre nel 2009 crea un nuovo singolo dal titolo Love in Jamaica. Dall'ottobre 2009 fino alla fine del 2013 ha condotto il programma Disco 101 su R101.
Nel mese di agosto 2010 realizza, in collaborazione con Samuele Sartini, un nuovo album chiamato Dancin' & Movin'; tra i brani si segnalano Dock of the Bay, Africa in Africa e Paole Parole (House Version) remixata da Frenk DJ & Joe Maker, rispettivamente covers di (Sittin' on) the Dock of the Bay, Waka Waka e Parole parole. L'uscita di questo CD è avvenuta il 28 settembre 2010.
Nel mese di gennaio 2011 ha realizzato, sempre con Samuele Sartini, un remix di Tutto l'amore che ho di Jovanotti dal titolo The Love I Got. Inoltre nel 2011 con Éva Henger incide il singolo Parole parole di Mina; il singolo è prodotto da Dr. Feelx con Massimiliano Caroletti.
Nel 2012 collabora con Sammy Love, Vicky Ace e Frank Silvera per il brano Magic Destination, con Nicola Veneziani per Mosquito e con The House Tribe per So Strong.

### Morte
È morto nel gennaio 2017 all'età di 56 anni, per infarto.

### Editoria
Dr. Feelx ha gestito a partire da marzo 2015 la rubrica Top20Dance by Dr. Felix sul Magazine Nazionale SLIDE diretto da Nadia Bengala, e fra le altre collaborazioni redazionali anche su "Jocks Mag", di Gianni Naso e Renzo Arbore.

### Televisione
Dr. Feelx è stato vocalist del programma Chiambretti Night, in onda nel 2009 su Italia 1 e nel 2010 su Canale 5.

## Discografia parziale

### Album
- 1989 – Different Style
- 1991 – Vogue with the Cat
- 2010 – Dancin' & Movin'
- 2010 – Dock of the Bay
- 2011 – Dr. Feelx in da House (doppio CD)
- 2011 – Super Sexy Mega Star
- 2011 – Feel Free
- 2012 – Redemption Song

### Singoli ed EP
- 1987 –  Billy Jean - Rap
- 1992 –  Baby Takes 2 (featuring Mike Francis)
- 2001 – Take A Walk on the House Side
- 2001 – Fuckin' Freak
- 2001 – Rising
- 2004 – Relax Your Body
- 2005 – E.P. One
- 2007 – Clapping
- 2008 – Bla bla bla
- 2011 – Parole parole con Éva Henger
- 2012 – Elissavet